# North Arlington
Pour les articles homonymes, voir Arlington.
North Arlington est un borough situé dans le comté de Bergen dans l'État du New Jersey. En 2010, sa population est de 15 392 habitants.

## Personnalités liées au borough
- James Zadroga (1971-2006), policier né à North Arlington.